# Этнограмма
«Этнограмма» — второй студийный альбом российской фолк-рок группы «Начало Века». Был издан в 2007 году компанией «Soyuz Music». Три песни из альбома «Этнограмма» стали основой музыкального сопровождения к кинофильму «Золушка.ru»: «Улетаю», «Улетаю (other vers.)» и «Кумушки».

## Список композиций
1. Этнограмма Vol.1
2. Заря
3. Улетаю
4. Река
5. Надя
6. Офицерики
7. Плывёт Чёлн
8. Этнограмма Vol.2
9. Встреча
10. Жинка
11. Лебёдушка
12. Паранья
13. Финская
14. Кумушки
15. Этнограмма Vol.3
16. Улетаю (other vers.)
17. Гори

- Слова: народные, кроме 2 — переработка А.Крюков, 3 — А.Итюжов, 9 — А.Итюжов и А.Крюков, 16 — А.Итюжов
- Музыка: народная, кроме 2 — переработка группы «Начало Века», 4 — группа «Начало Века»
- Аранжировки: группа «Начало Века»
- Запись: студия группы «Начало Века»
- Запись и сведение: Алексей Итюжов
- Мастеринг: Андрей Субботин
- Дизайн и арт-фото: Харитон Круглов
- Фото группы: Денис Карапетян

## Участники записи

### Основной состав
- Алёна Сергиевская — вокал
- Антон Крюков — гитара, акустическая гитара
- Алексей Итюжов — акустическая гитара
- Елена Гусева — синтезаторы, клавишные
- Роман Шелетов — бас-гитары, programming
- Владимир Бусель — барабаны, перкуссия

### Вспомогательный состав
- Анна Пингина — бэк-вокал (5, 6)
- Андрей Черниенко — калюки, фортепиано (17)
- Дмитрий Зеленский — варган (13)
- Александр Колаковский — бас-гитара (17)
- Виктор Коваль — барабаны (13, 14, 17)
- Алексей Секирин — перкуссия (6)
- Алла Ахмерова — скрипка (13)
- Руслан Смага — гитара (13, 17)